# Listă de poeți: D
A - Ă - B - C - D - E - F - G - H - I - Î - J - K - L - M - N - O - P - Q - R - S - Ș - T - Ț - U - V - W - X - Y - Z

### D

#### Da
- Roque Dalton, (1935-1975), poet din Salvador
- Sapardi Djoko Damono, poet indonezian
- Jeffrey Daniels,
- Kate Daniels
- Gabriele D'Annunzio, (1863-1938), revoluționar, romancier
- Jia Dao
- Rubén Darío, (1867-1916)
- Erasmus Darwin, (1731-1802),
- René Daumal, (1908-1944)
- Jean Daurat, (1508-1588)
- W. H. Davies
- William Davenant, (1606-1668)
- Donald Davidson, (1893-1968)
- John Davies, (1569-1626), istoric
- Edward Davison,
- Peter Davison, (născut în 1951),
- Denis Davydov, (1784-1839)
- Cecil Day-Lewis

#### De
- Ales Debeljak, (născut în 1961)
- Anton Debeljak, (1887-1952)
- Tine Debeljak, (născut în 1913)
- Walter de la Mare,
- DeCosta-Willis, Miriam, poet și editor
- Madeline DeFrees
- Marie de France
- Thomas Dekker, (1575-1641)
- Milan Dekleva, (născut în 1946)
- Leconte de Lisle, poet al al parnasianismului
- François de Malherbe, (1555-1628),
- Alfred de Musset, (1810-1857), poet romantic francez
- Gérard de Nerval, (1808-1855)
- Tory Dent, (1958- ),
- Jeronim De Rada
- Ginetta de Rogatis (1969-
- Jure Detela, (1951-1992)
- Babette Deutsch (1895-1982)
- Aubrey de Vere
- Feliks Dev, (1732-1786)
- William F. DeVault, (1955-), poet american
- Alfred de Vigny, (1797-1863), poet francez din secolul XIX

#### Di-Do
- Diane Di Prima
- Emily Dickinson, (1830-1886), poetă americană
- James Dickey, (1923-1997)
- Paul Dirmeikis, (1954- ), poet francez
- Henry Austin Dobson
- Stephen Dobyns,
- Alenka Jenstrle Dolezal, (născut în 1959)
- John Donne, (1572-1631)
- Maura Dooley
- Hilda Doolittle, (1886-1961), poet Imagist american
- Ivan Dornik, (1892-1968)
- Gavin Douglas
- Keith Douglas, (1920-1944)
- Rita Dove
- Ernest Dowson, (1867-1900)

#### Dr
- Leah B. Drake
- Jane Draycott
- Michael Drayton, (1563-1631)
- Ciril Drekonja, (1896-1944)
- Aleksander Stavre Drenova, (1872-1947),  poet albanez
- John Drinkwater, (1882-1937)
- Annette von Droste-Hülshoff, (1797-1848),  poet german
- William Drummond, (1585-1649)
- William Henry Drummond, (1854-1907),
- John Dryden, (1631-1700), poet și dramaturg

#### Du-Dy
- Joachim du Bellay, (aprox. 1522-1560)
- W.E.B. DuBois, (1868-1963),
- Joze Dular, (1915-2000)
- Du Fu,
- Du Mu, (803-852), poet chinez
- Alan Dugan
- Carol Ann Duffy, (născut în 1955)
- Edouard Dujardin
- Paul Laurence Dunbar, (1872-1906)
- William Dunbar, (1465-1520)
- Robert Duncan (face parte din Black Mountain School)
- Douglas Dunn, (născut în 1942)
- Stephen Dunn
- Helen Dunmore, poet, romancier
- Edward Plunkett, Baron Dunsany, (1878-1957), poet irlandez
- Lawrence Durrell, (1912-1990), romancier
- Stuart Dybek
- Bob Dylan, (născut în 1941)